# 2TV
2TV (georgiska: მეორე არხი, meore archi) är en georgisk TV-kanal som ägs av Georgiens offentliga television (GPB). TV-kanalen når ut till omkring 55% av landets befolkning.